# Macrodasys cunctatus
Macrodasys cunctatus är en djurart som tillhör fylumet bukhårsdjur, och som beskrevs av Christian Wieser 1957. Macrodasys cunctatus ingår i släktet Macrodasys och familjen Macrodasyidae. Inga underarter finns listade i Catalogue of Life.